# Pandemia de COVID-19 en Islas Caimán
La pandemia de COVID-19 en las Islas Caimán es parte de la pandemia viral mundial de la enfermedad del coronavirus del 2019 (COVID-19), que se confirmó que llegó al territorio británico de ultramar de las Islas Caimán en marzo de 2020. Hasta el 30 de marzo de 2021 había 487 casos confirmados 2 muertos y 462 recuperados.

## Cronología

### Febrero de 2020
El 26 de febrero, las autoridades mexicanas otorgaron permiso para que un crucero registrado en Malta atracara en Cozumel, Quintana Roo, porque el barco transportaba a un pasajero presuntamente infectado con el coronavirus. Anteriormente, al barco se le negó el acceso a los puertos de Jamaica y las Islas Caimán.  Se encontraron dos casos de gripe.

### Marzo de 2020
El 12 de marzo, un italiano de 68 años en estado crítico, que fue trasladado del crucero Costa Luminosa a un hospital en las Islas Caimán el 29 de febrero de 2020 por problemas cardíacos, fue anunciado como el primer caso confirmado de coronavirus. Su muerte fue anunciada dos días después.
El 14 de marzo falleció el primer caso confirmado.
El 19 de marzo se agregaron 2 casos recién confirmados.
El 23 de marzo se diagnosticaron 3 casos nuevos y se confirmaron un total de 5 casos.
El 24 de marzo se reportó el sexto caso confirmado, sin antecedentes de viajes.
El 25 de marzo se confirmaron 2 casos nuevos y se confirmaron un total de 8 casos. Se decidió implementar un toque de queda 24 horas para todo clima, desde las 7 de la noche hasta las 5 de la mañana del sábado.
El 29 de marzo se confirmaron 4 casos nuevos y se confirmaron un total de 12 casos. Decidió comenzar desde el lunes, elegir la hora para comprar según la primera letra del apellido, de la A a la K pueden comprar los lunes, miércoles y viernes, y de la L a la Z pueden comprar los martes, jueves y sábados.
El 31 de marzo se diagnosticaron un total de 14 casos.

### Abril
El 1 de abril se confirmaron 8 casos nuevos y se confirmaron 22 casos en total. Siete de los nuevos casos tenían antecedentes de viajes recientes o habían estado en contacto con personas con antecedentes de viajes. Tres personas violaron el toque de queda y una de ellas fue detenida.
El 2 de abril, se confirmaron 6 casos recién diagnosticados y se confirmaron un total de 28 casos.
El 3 de abril se confirmó 1 nuevo caso y se confirmaron un total de 29 casos. Un infractor del toque de queda fue condenado a cuatro meses de prisión. El jefe de policía Derek Byrne dijo que el toque de queda se extendió por dos semanas a partir de esa noche.
El 4 de abril se diagnosticaron 6 casos nuevos y se diagnosticaron un total de 35 casos.
El 5 de abril se diagnosticaron 4 casos nuevos y se diagnosticaron un total de 39 casos.
El 7 de abril se confirmaron 6 nuevos casos y se confirmaron un total de 45 casos. Los nuevos casos incluyen a 4 estudiantes que fueron puestos en cuarentena en un hotel local.
El 11 de abril se confirmaron 8 casos nuevos y se confirmaron un total de 53 casos. El número de casos curados aumentó a 6 
El 13 de abril, se diagnosticó un nuevo caso y se diagnosticaron un total de 54 casos.
El 15 de abril se diagnosticaron 6 casos nuevos y se diagnosticaron un total de 60 casos.
El 16 de abril se confirmó 1 nuevo caso y se confirmaron un total de 61 casos. El número de pacientes curados aumentó a 7.
El 20 de abril se diagnosticaron 5 casos nuevos y se diagnosticaron un total de 66 casos.
El 24 de abril se confirmaron 4 nuevos casos y se confirmaron un total de 70 casos. El número de pacientes curados aumentó a 8.
El 28 de abril se confirmaron 3 nuevos casos y se confirmaron un total de 73 casos. El número de pacientes curados aumentó a 10.
A finales de abril de 2020, las Islas Caimán comenzaron a preparar una reapertura limitada de ciertas actividades económicas, tras implementar medidas estrictas para contener la propagación del COVID-19. El gobierno local anunció planes para permitir la operación de algunos negocios esenciales, manteniendo protocolos de seguridad y distanciamiento social. Estas acciones reflejan un enfoque cauteloso hacia la reactivación económica, priorizando la salud pública y la prevención de nuevos brotes.